# Šaldův statek
Šaldův statek je historická roubená usedlost, která se nachází v centru města Jilemnice v okrese Semily v Libereckém kraji. Památkově chráněný objekt, zapsaný v Ústředním seznamu kulturních památek České republiky, je součástí městské památkové zóny Jilemnice, vyhlášené Východočeským krajským národním výborem s platností od 1. listopadu 1990.

## Historie
Zatímco v 17. století Jilemnici sužovaly značné problémy, způsobené rozdělením města, úpadkem obchodu s plátnem i důsledky třicetileté války, v 18. století nastal hospodářský vzestup. V roce 1701 město získal hraběcí rod Harrachů a  obě části panství se sloučily. Harrachové jako zdatní podnikatelé se přičinili o rozvoj sklářství a tradičního plátenictví, zejména o lepší zpracování a konečnou úpravu zdejších pláten.
S hospodářským vzestupem se ve městě zvýšil i stavební ruch. Malé přízemní domky byly nahrazovány honosnějšími roubenými domy. Objevily se i první zděné budovy a ve veřejném prostoru se projevil vliv barokního umění v podobě četných soch světců i v přestavbě a vnitřní výzdobě kostela svatého Vavřince. Tento rozmach však přinesl i negativní jevy, včetně několika velkých požárů, k nimž došlo v letech 1788, 1803 a 1838. 

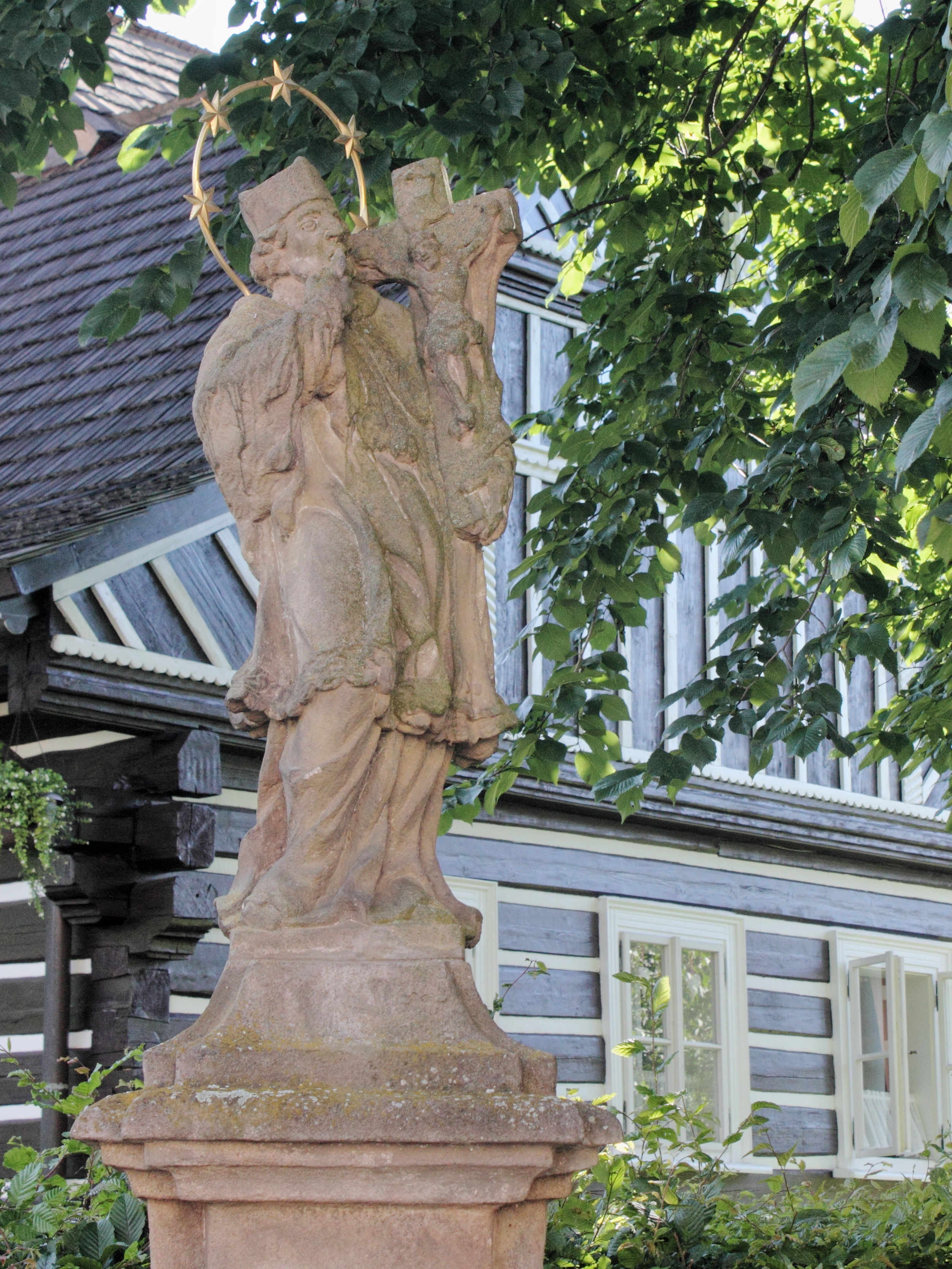
Socha sv. Jana Nepomuckého před Šaldovým statkem

Největším ze zmíněných požárů byla katastrofa z roku 1788, kdy zcela shořela radnice a 114 domů. Četné další budovy musely být kvůli poškození zbourány, o střechu přišel i kostel sv. Vavřince. Vzápětí následovala nová etapa výstavby města, během které vznikla i většina roubenek ve Zvědavé uličce a také byl obnoven větší statek na jejím konci. Původní roubený statek, k němž byly postupně přistavovány další hospodářské objekty, byl založen na tomto místě již před rokem 1732. Usedlost nese jméno Šaldovy rodiny, která statek získala na přelomu 19. století.
Šaldovi obývali dům až do roku 1964, kdy se přestěhovali do nedaleké novostavby. Když statek přestal sloužit k trvalému bydlení, začal postupně chátrat. Aby nedošlo k jeho zániku, musel celý objekt projít radikální a velmi náročnou rekonstrukcí. Dům byl po jednotlivých částech podrobně  zdokumentován, trámy byly očíslovány a celý statek byl následně rozebrán. Zachovalé trámy byly znovu použity, poškozené části byly nahrazeny novým materiálem. Statek byl poté fakticky znovu postaven na nových základech asi o 30 metrů blíže směrem ke Zvědavé uličce. Současný vzhled domu odpovídá tomu, jak objekt vypadal na přelomu 19. a 20. století.

## Popis
Šaldův statek stojí na východním rohu v dolní části Zvědavé uličky u křižovatky s ulicemi K Břízkám a Jana Harracha. Jedná se o obdélnou roubenou přízemní stavbu s členitou podkrovní částí a se sedlovou střechou, krytou šindelem. Štít budovy je orientovaný k severu. Východní průčelí domu je pětiosé, uprostřed je vstup s jednoduchým dřevěným portálem. Severní štítové průčelí je tříosé, jeho dolní pole je kryto uprostřed svislým bedněním a po stranách bedněním klasovitým. Podobně je bedněno i střední pole se dvěma čtyřdílnými okénky, nejvyšší horní pole štítu je bedněno klasovitě. Po straně původní budovy se nachází patrový novodobý přístavek s kuchyní. Přístavek, který je v přízemí zděný a v patře roubený, svou výškou výrazně přesahuje střechu starého statku. V přízemí domu je provozována restaurace.
Na rohu ulice K Břízkám a Zvědavé uličky stojí před Šaldovým statkem na vysokém podstavci menší pískovcová socha svatého Jana Nepomuckého, orientovaná severovýchodním směrem. Toto dílo neznámého kamenosochařského mistra vzniklo pravděpodobně v roce 1752. Barokní socha, která byla původně polychromovaná, je rovněž evidovaná jako jedna z kulturních památek ve městě Jilemnici.